# Christoph Wamser
Christoph Wamser, né vers 1575 à Wolfach et mort en 1649 à Cologne, est un architecte et maître d'œuvre, ayant travaillé particulièrement à l'édification d'églises commandées par les Jésuites.
Les édifices qu'il conçoit se singularisent par une structure inspirée du gothique tardif, et dont les voûtes sont fortement nervurées, mais dotées d'un décor de facture généralement baroque.

## Réalisations

### Église des Jésuites à Molsheim
En deux années de chantier seulement, de 1615 à 1617, est construite sous la maîtrise d'œuvre de Christoph Wamser l'église des Jésuites de Molsheim. Un premier plan est proposé à une date inconnue et possiblement envoyé à Rome pour avis. Le plan définitif, quoique proche, est amendé, notamment pour agrandir le chœur et élargir le transept.
Le parti-pris technique est celui d'une voûte sur croisée d'ogives à nervures réticulées, afin d'atteindre les trois objectifs de la commande : ampleur de l'édifice, élévation du vaisseau, luminosité. Il caractérise le gothique tardif déployé notamment en Europe centrale. En revanche, les pignons chantournés fermant les deux bras du transept, les clochers à bulbe et l'ordre des piliers de la nef, ainsi que le décor intérieur, appartiennent au registre de l'architecture de la Renaissance voire au baroque.

L'église des Jésuites de Molsheim
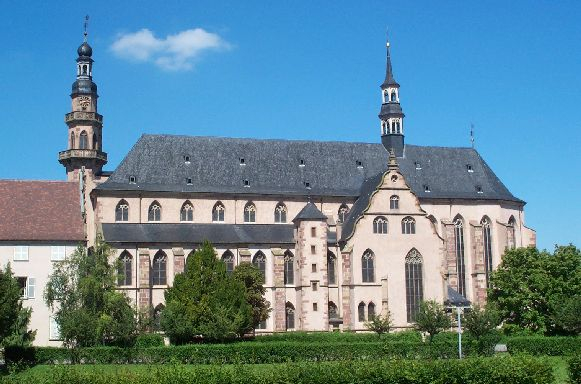
La façade méridionale de l'église de Molsheim.
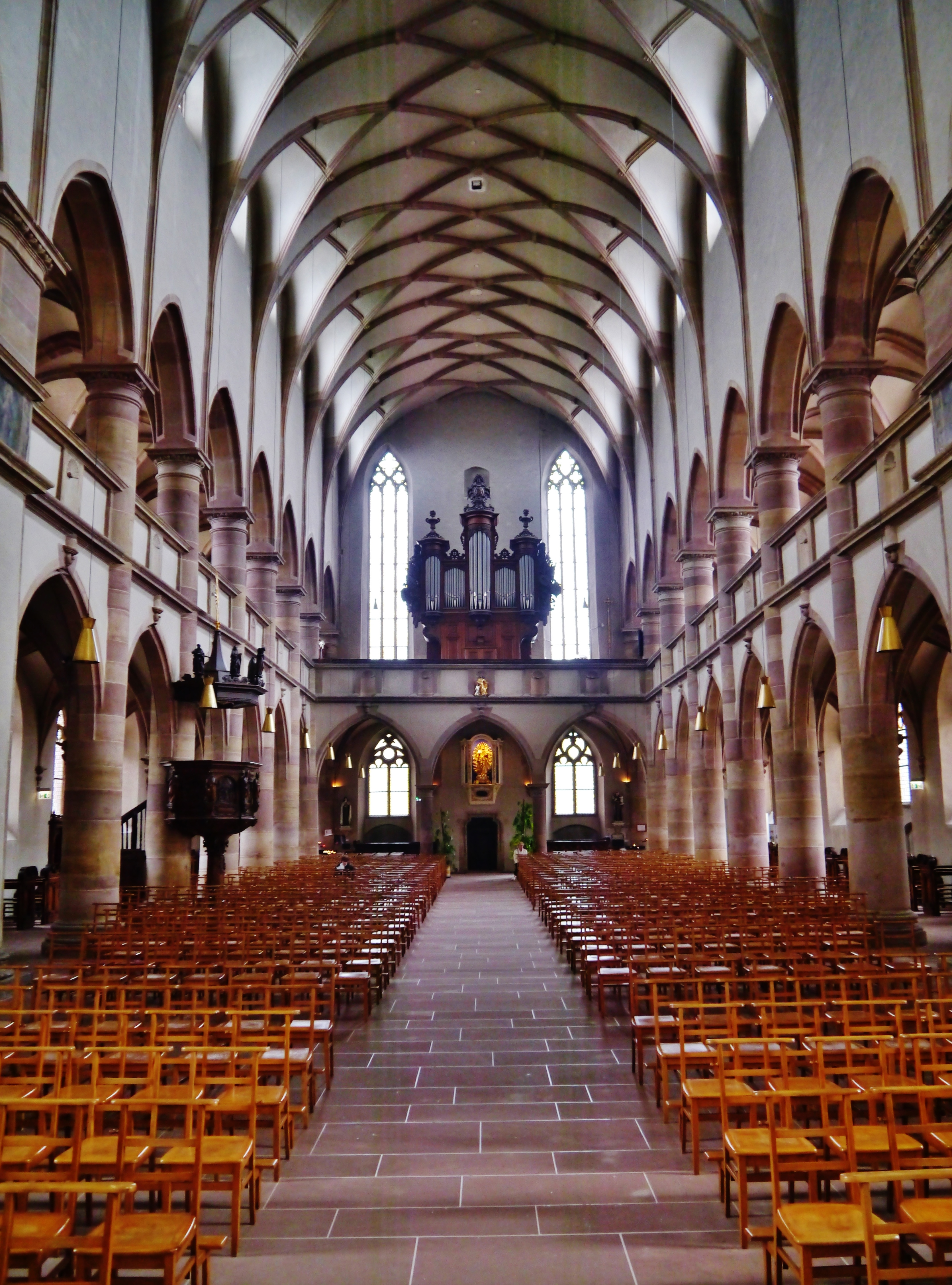
La nef de l'église vue en direction du chœur.
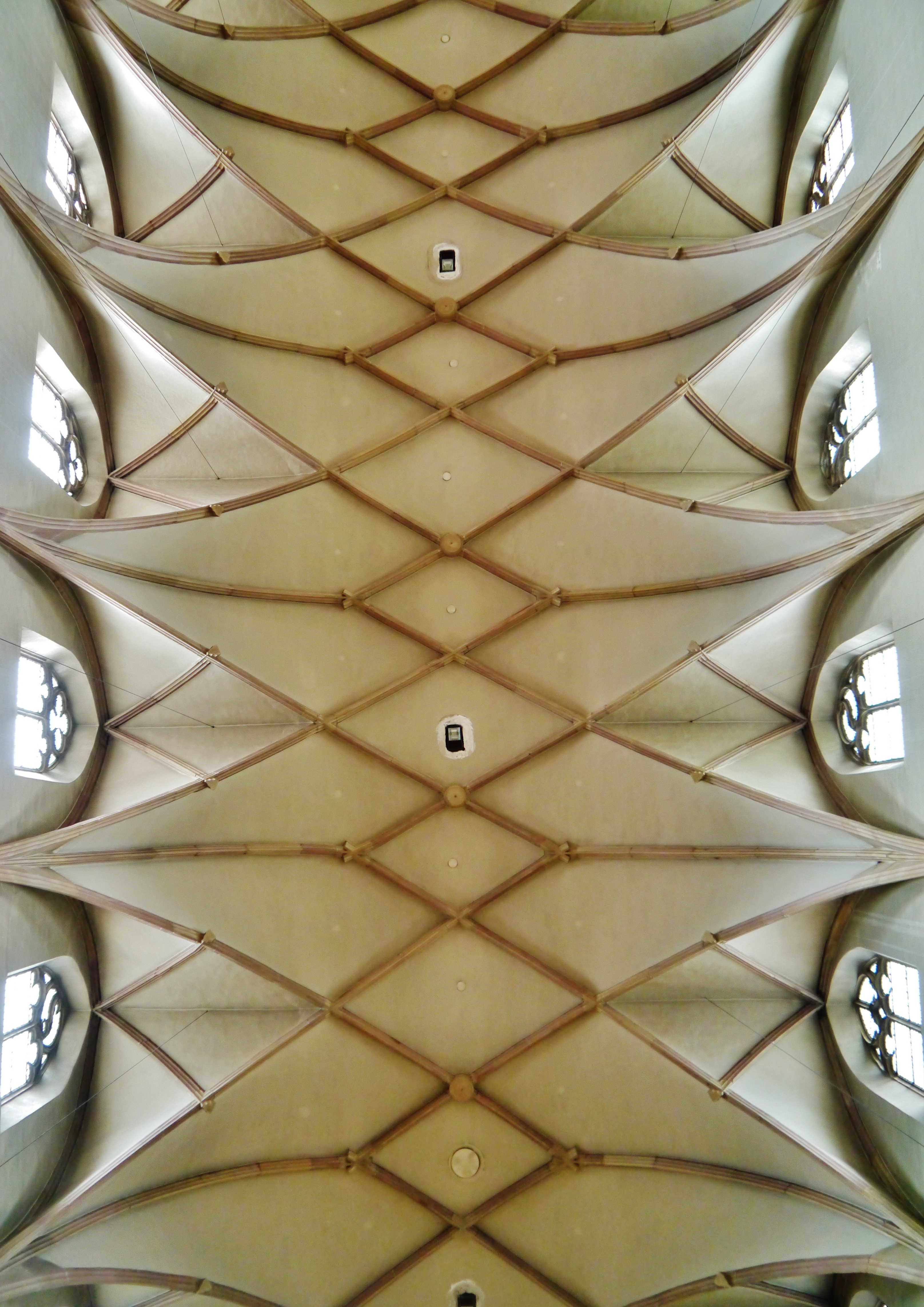
La voûte de l'église.

### Église de l'Assomption de Cologne
Le succès de ce premier chantier incite la Compagnie de Jésus à confier une œuvre encore plus importante à Christoph Wamser : l'église de l'Assomption de Cologne. Ce chantier beaucoup plus long commence dès 1618, mais la consécration de l'édifice n'a lieu qu'en 1678, près de trente ans après la mort de son concepteur, et le chantier dure encore onze années supplémentaires. L'architecte reprend à Cologne les principes architecturaux déployés à Molsheim : un édifice de structure gothique, à voûte nervurée, mais présentant une façade et un décor intérieur baroques.

L'église de l'Assomption de Cologne
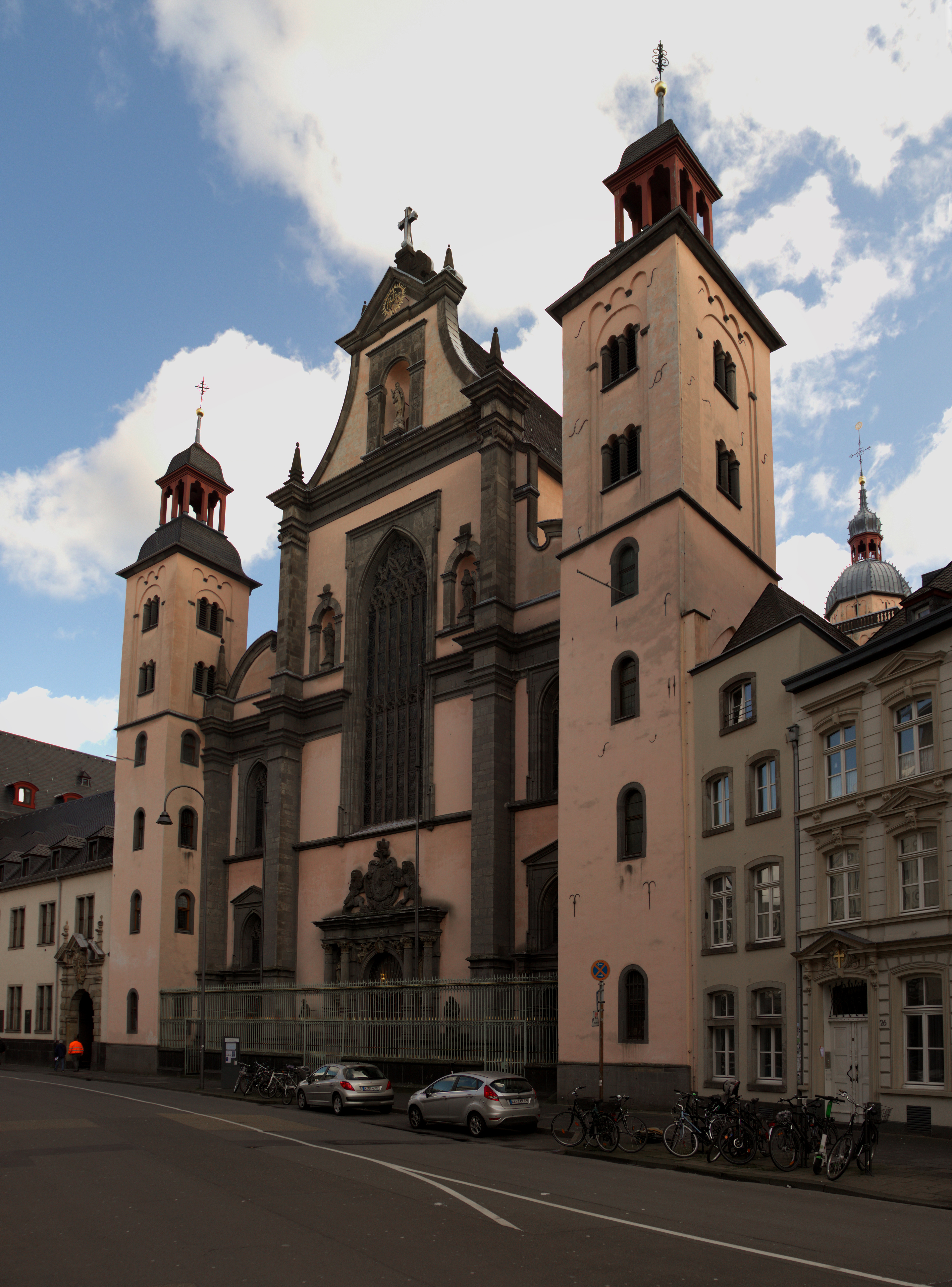
La façade baroque de l'édifice.
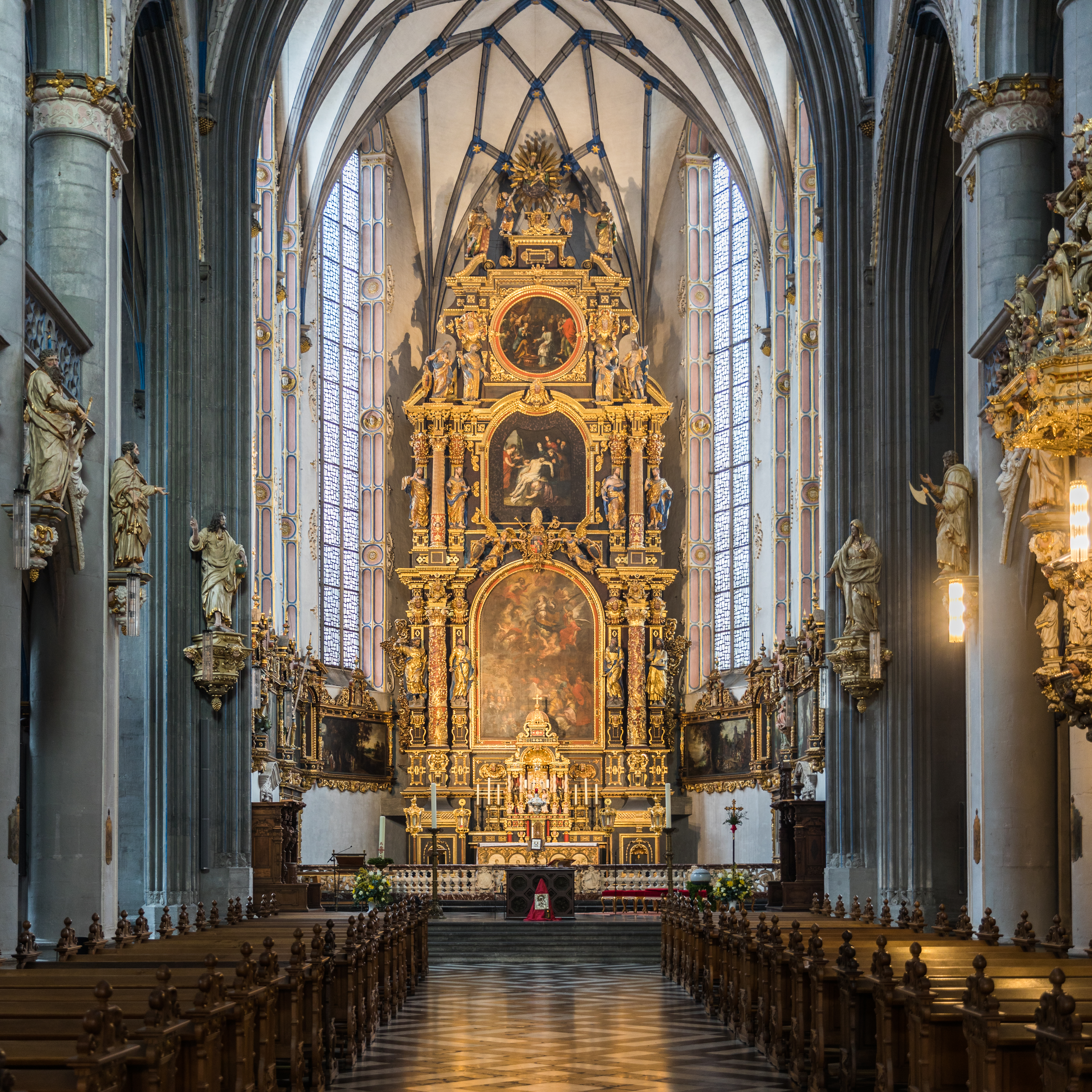
La nef de l'église, vue en direction du chœur.
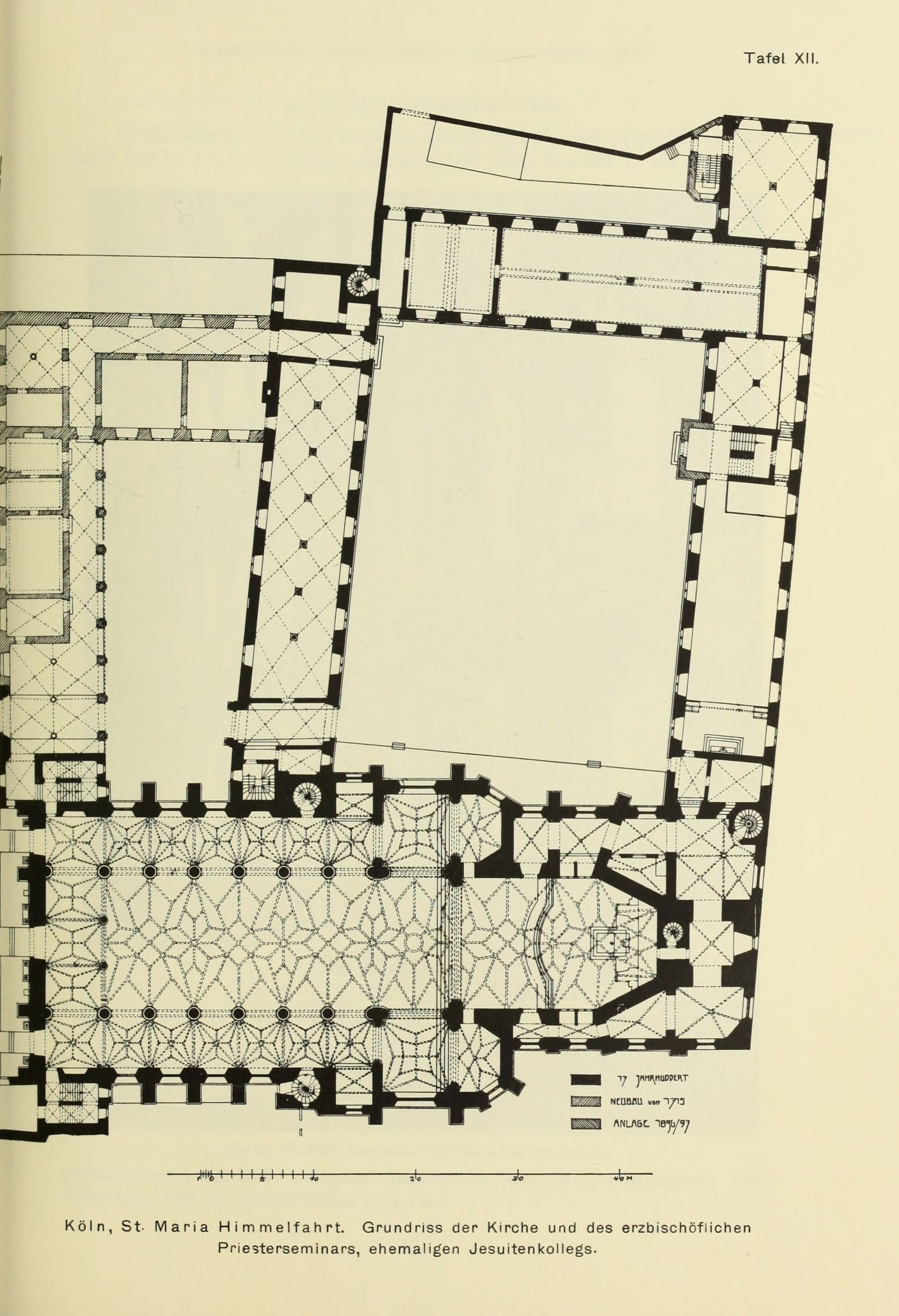
Le plan de l'église et du couvent attenant.
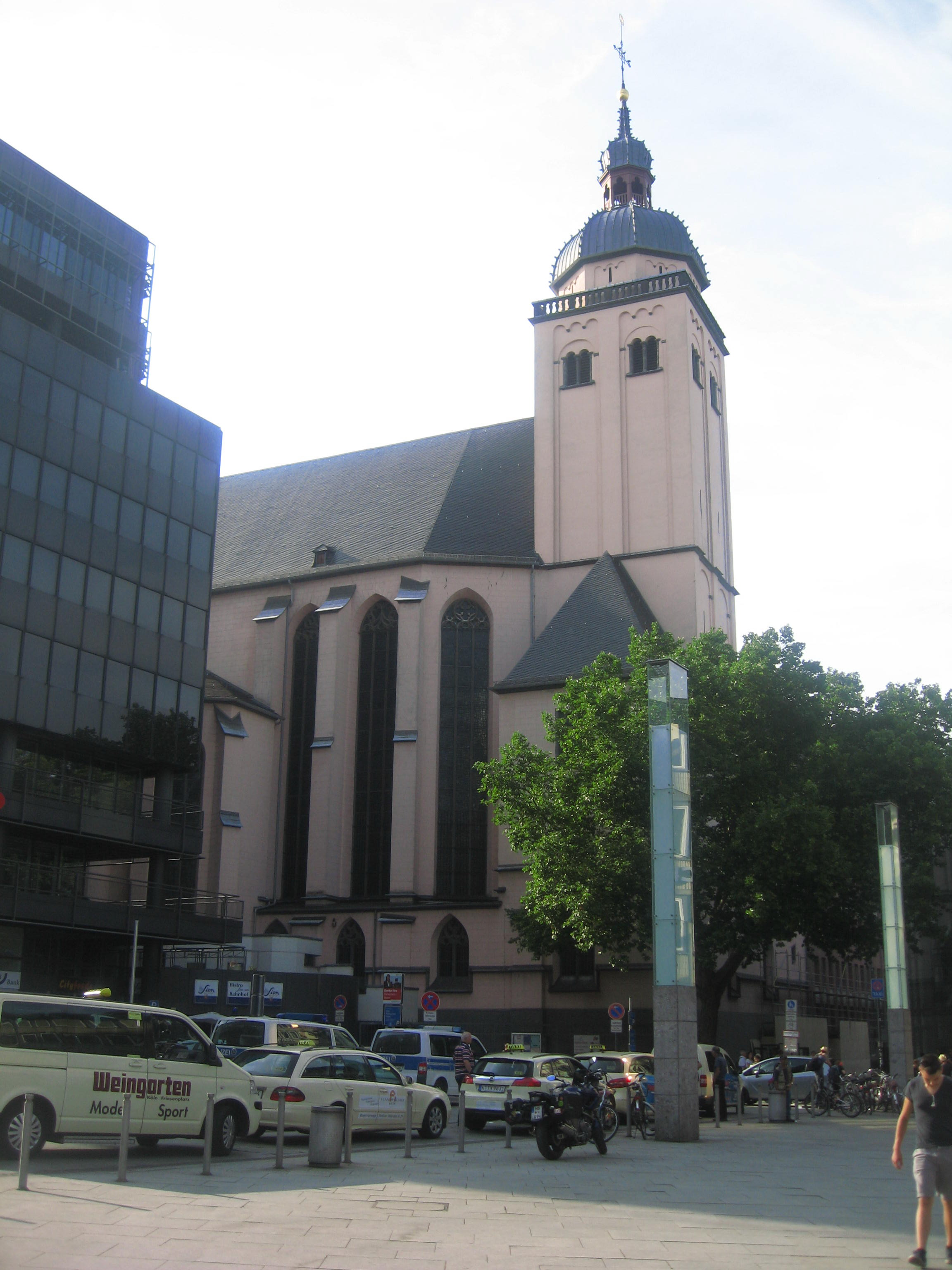

### Église Saint-Michel d'Aix-la-Chapelle
En 1618 également, est commencé le chantier de l'église Saint-Michel, à Aix-la-Chapelle, toujours pour un collège jésuite. L'attribution de l'édifice à Christoph Wamser n'est pas certaine, mais la ressemblance avec les églises de Molsheim et de Cologne est évidente, ce qui incite les historiens à considérer cette église comme son œuvre.
L'aspect contemporain de l'édifice est toutefois radicalement différent de celui des deux précédentes églises ; la façade est en effet terminée deux siècles et demi plus tard, en 1891 ; d'autre part, l'édifice abrite depuis 1987 une communauté grecque orthodoxe.

L'église Saint-Michel d'Aix-la-Chapelle
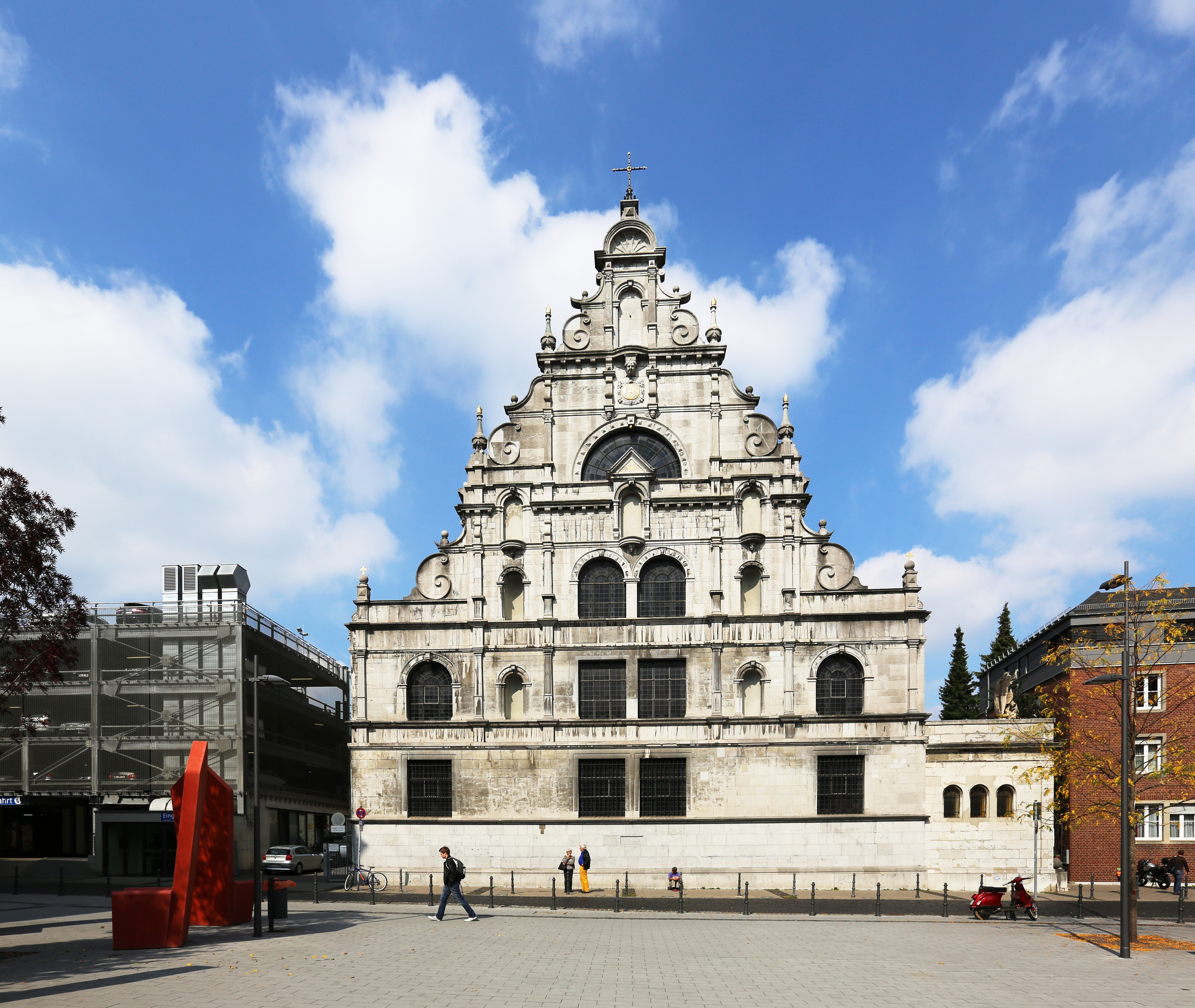
La façade de l'église Saint-Michel (terminée en 1891).
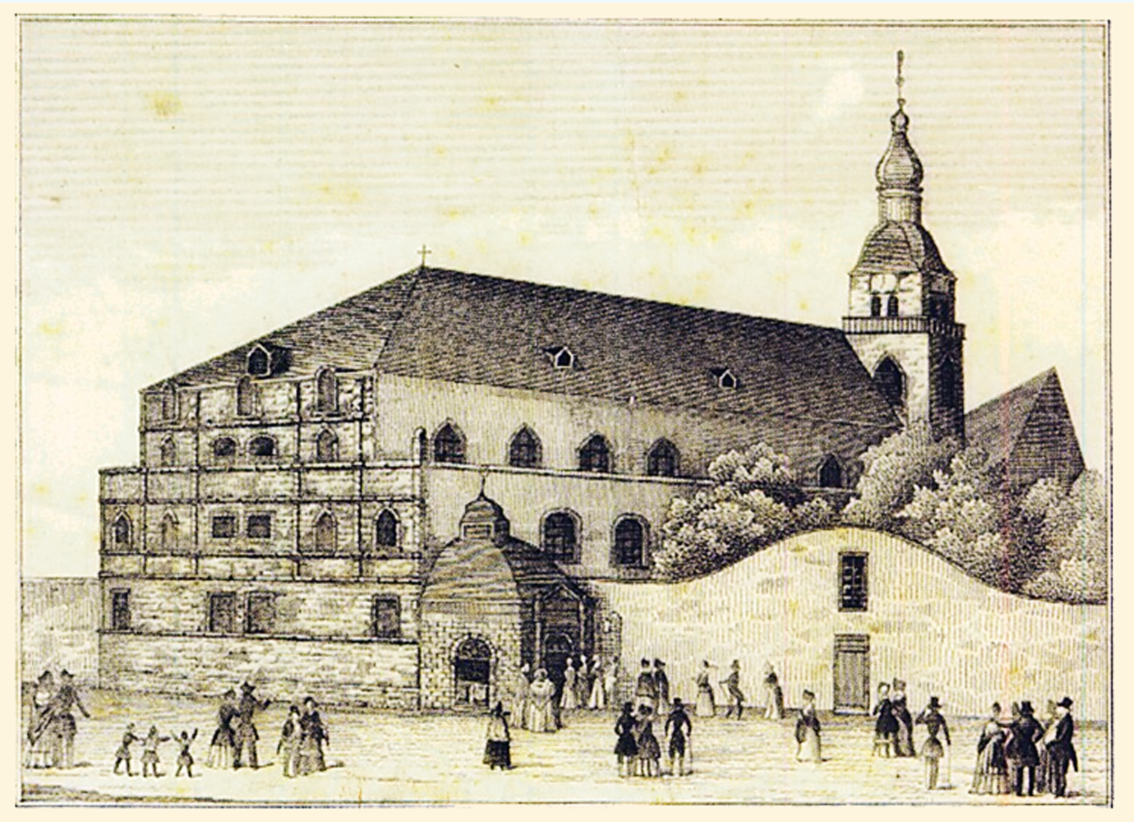
L'église au XIXe siècle.
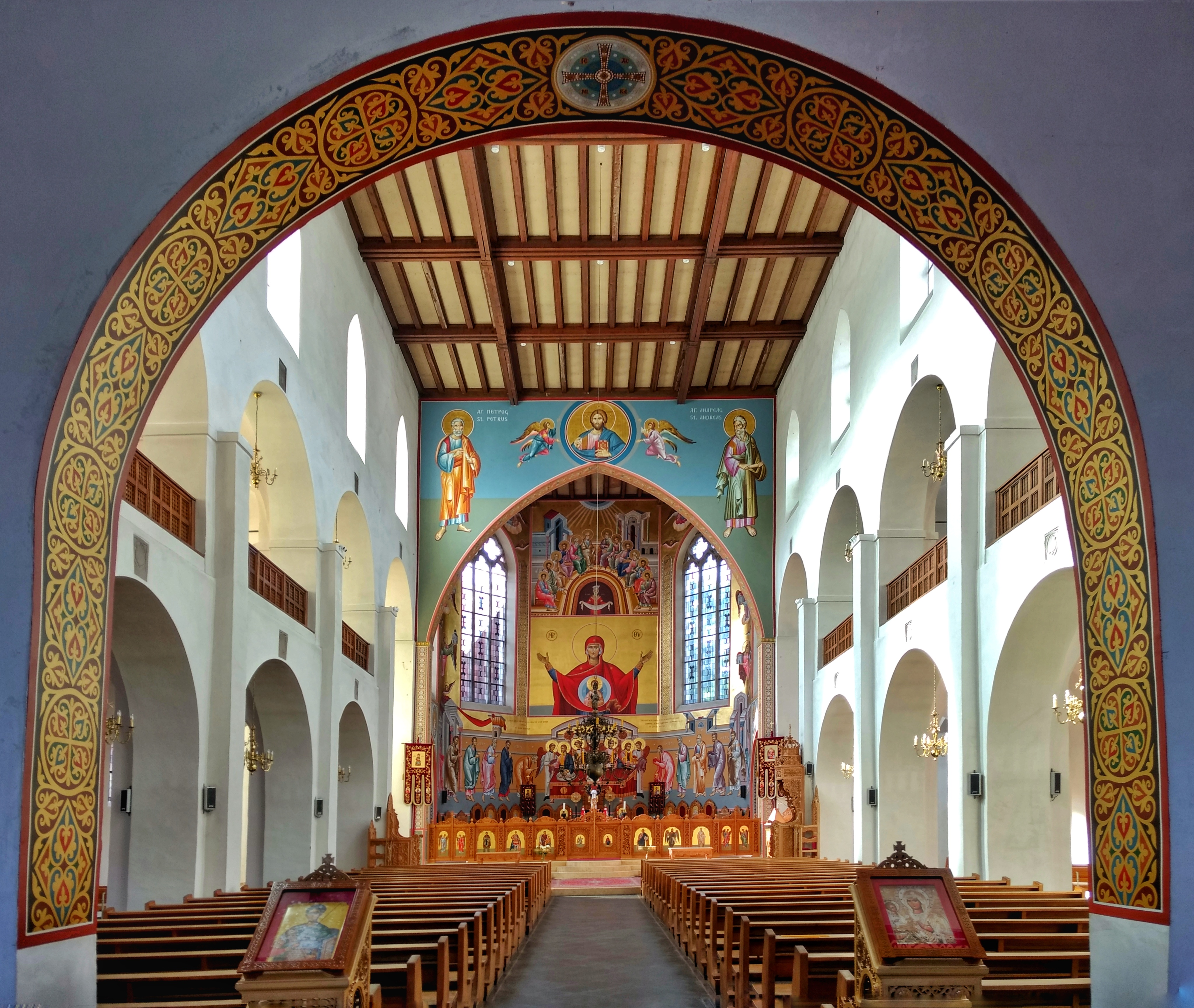
L'intérieur de l'église vu depuis le seuil.
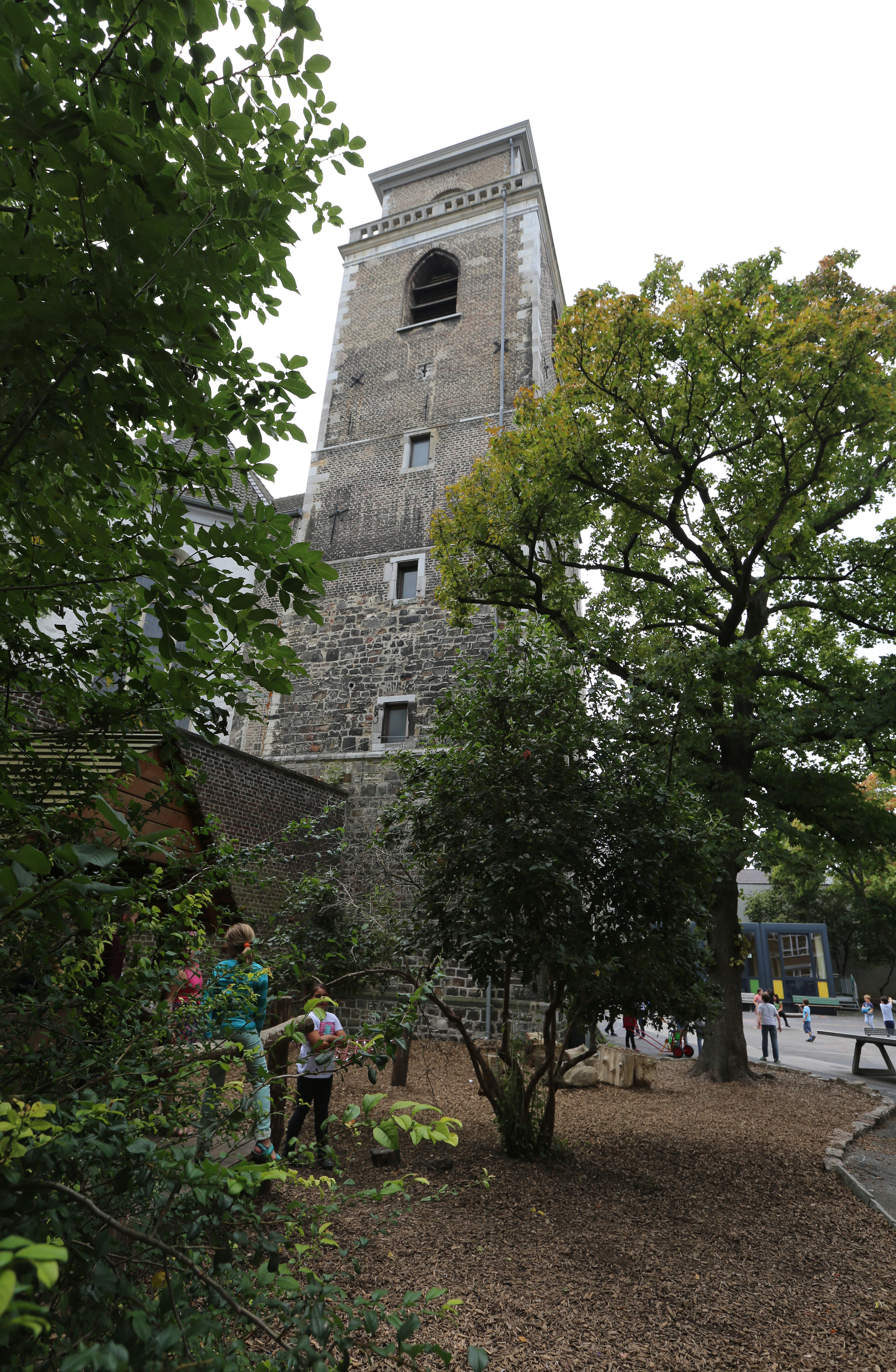
Le clocher de l'église.

### Autres édifices
L'église du Calvaire de Bonn (de), beaucoup plus modeste que les trois édifices précédents, est surtout connue pour son « escalier saint », ou Heilige Stiege (de), qui est postérieur à l'œuvre de Wamser.

Autres édifices
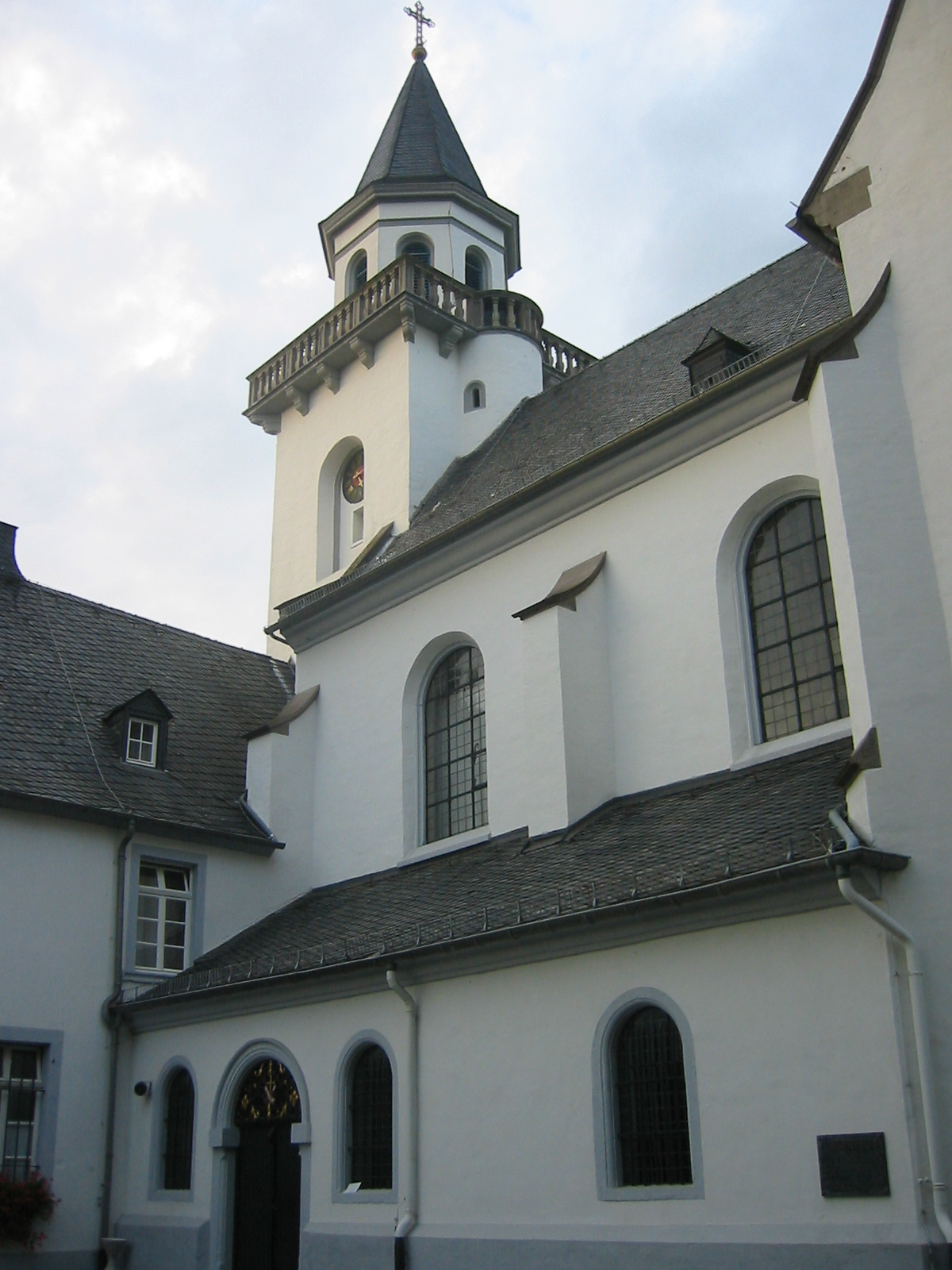
L'église du Calvaire de Bonn (de).